# Macromidia
Macromidia is een geslacht van libellen (Odonata) uit de familie van de glanslibellen (Corduliidae).

## Soorten
Macromidia omvat 11 soort:
- Macromidia asahinai Lieftinck, 1971
- Macromidia atrovirens Lieftinck, 1935
- Macromidia donaldi (Fraser, 1924)
- Macromidia ellenae Wilson, 1996
- Macromidia fulva Laidlaw, 1915
- Macromidia genialis Laidlaw, 1923
- Macromidia ishidai Asahina, 1964
- Macromidia kelloggi Asahina, 1978
- Macromidia rapida Martin, 1907
- Macromidia samal Needham & Gyger, 1937
- Macromidia shiehae Jiang, Li & Yu, 2008